# Modlikowice
Modlikowice (autrefois Modelsdorf) est un village polonais dans la Voïvodie de Basse-Silésie, dans le powiat de Złotoryja. Modlikowice fait partie de la commune rurale (gmina) de Zagrodno.

## Histoire
De 1742 à 1945, Modelsdorf fait partie de l'arrondissement de Goldberg, dans le district de Liegnitz au sein de la province de Silésie.